# Conall Guthbinn
Conall mac Suibni (m. 635), llamado Conall Guthbinn, Príncipe de Meath, fue Rey de Uisnech en Mide de los Clann Cholmáin. Era hijo de Suibne mac Colmáin (m. 600), un rey anterior. Gobernó de 621 a 635. Su epíteto Guthbinn significa "de voz dulce".
Su padre Suibne había sido asesinado en 600 por su tío Áed Sláine mac Diarmato (muerto en 604) antepasado epónimo de los Síl nÁedo Sláine. Esto desencadenó una contienda entre los Clann Cholmáin y los Síl nÁedo Sláine y en 604 se libró una batalla en Faithche Mic Mencnain a orillas de Loch Semdid (Lough Sewdy), (Ballymore Loughsewdy en Condado de Westmeath). Durante la batalla Conall vio a su hermano adoptivo Áed Gustan matando a Áed Sláine. Áed Rón de Uí Failge y Áed Buide, rey de Tebtha, aliados de Áed Sláine, perdieron la vida.

Los Anales de Úlster registran:
No era época en la que los consejos prevalecieran, para los guerreros de más allá de Tuirbe: Conall mató a Áed de Sláine, Áed Sláine mató a Suibne.
Conall sucedió como Rey de Uisnech en 621 a la muerte de Óengus mac Colmáin, hijo de Colmán Bec. En 622, durante la Batalla de Cenn Deilgthen (en el actual Kildalkey en el Condado de Meath), Conall derrotó a una facción rival de parientes dirigida por dos hijos de Librén, hijo de Illand, hijo de Cerball. Illand era hermano del bisabuelo de Conall, el rey supremo Diarmait mac Cerbaill (m. 565). Domnall Brecc (m. 642), posteriormente rey de Dál Riata luchó junto a Conall.
En 633, en la Batalla de Áth Goan, al oeste del Liffey, Conall se alió a Faílbe Flann mac Áedo Duib (m. 637), rey de Munster, en ayuda de Fáelán mac Colmáin (m. 666?) de los Uí Dúnlainge para derrotar y matar a Crimthann mac Áedo de los Uí Máil, haciéndose con el trono de Leinster. Los Clann Cholmain ayudaron a Ui Dunlainge a alcanzar el poder. Fáelán mac Colmáin se casó con la hermana de Conall, Uasal ingen Suibni (m. 643).
En 634, en la Batalla de Loch Trethin en Fremainn (Lough Drin, .75 millas al nordeste de Cullionbeg, Condado de Westmeath), Conall mató a Congal mac Áedo Sláine, Rey de Brega, y a su hermano Ailill Cruitire, continuando la guerra contra los Síl nÁedo Sláine. En 635 Diarmait mac Áedo Sláine (m. 665) mató a Conall en la casa del hijo de  Nad Fraích.
Airmetach Cáech, hijo de conall, murió en la Batalla de Mag Rath (Moira, Condado de Down) en 637 luchando por Congal Cáech de los Ulaid y contra el Rey Supremo Domnall mac Áedo (m. 642) de los Cenél Conaill. El hijo de Airmetach, Fáelchú, murió también en esta batalla. Otro hijo de Airmetach, Diarmait Dian mac Airmetaig Cáech (m. 689), fue Rey de Uisnech.